# Адана (ил)
Адана́ (тур. Adana) — ил (область) на средиземноморском побережье Турции.

## География
На юге территория ила омывается водами Средиземного моря. На востоке граничит с илами Хатай и Османие, на северо-востоке — с илом Кахраманмараш, на севере — с илами Кайсери и Нигде, на западе — с илом Мерсин.
В северной части ила расположены горы Тавр, в южной — плодородная приморская низменность Чукурова. Основные реки — Сейхан (прорезает Тавр, образуя стратегический в древности проход Киликийские ворота), Джейхан.

## История
Территория ила составляет часть исторической провинции Киликия.
6 февраля 2023 года стала одним из эпицентров мощного землетрясения.

## Население
К началу XX века население провинции Адана составляло 490 000 человек, из которых 205 000 (41,8 %) армян, 78 000 (15,9 %) турок, 58 000 (11,8 %) курдов, 40 000 (8,2 %) греков и 109 000 (22,2 %) представителей других народов (арабы, ассирийцы, итальянцы, французы, евреи, персы и др.).
Крупнейшие города — Адана (город), Джейхан.

## Административное деление
Ил Адана делится на 15 районов, два из которых являются районами города Адана.
1. Сейхан (Seyhan)
2. Юрегир (Yüreğir)
3. Чукурова (Çukurova)
4. Сарычам (Sarıçam)
5. Караисалы (Karaisalı)
6. Аладаг (Aladağ)
7. Джейхан (Ceyhan)
8. Феке (Feke)
9. Имамоглу (İmamoğlu)
10. Караташ (Karataş)
11. Козан (Kozan)
12. Позанты (Pozantı)
13. Саимбейли (Saimbeyli)
14. Туфанбейли (Tufanbeyli)
15. Юмурталык (Yumurtalik)

## Экономика
Низменность Чукурова — важный сельскохозяйственный регион, основной хлопководческий район Турции, выращиваются пшеница, ячмень, виноград, цитрусовые, оливки, табак.
Нефтеналивной порт у устья реки Джейхан — конечный пункт нефтепровода Баку — Тбилиси — Джейхан.
Гидроэлектростанция на реке Сейхун выше города Адана.
В конце XX века экономика представлена следующим образом:
- железнодорожная станция
- крупный автодорожный узел
- торгово-промышленный центр важного хлопководческого района
- производство сельскохозяйственных машин
- крупные мельницы и бойни
- производство цемента

А также обычные отрасли, характерные для Турции: текстильная, хлопчато-очистительная, обувная, табачная и др. промышленности.
На месторождении Чукурова скважины Чукурова-1 и Чукурова-2 являются самыми мелкими в стране и имеют глубину 430 метров и 358 метров соответственно, поэтому инвестиционные и производственные затраты будут очень низкими. Среднесуточный дебит этих скважин на ранней стадии разработки составляет 100-120 баррелей. При разработке дебит составит около 7,5-8 миллионов баррелей нефти с этого месторождения.